# Actium arundineum
Actium arundineum är en skalbaggsart som beskrevs av Albert A. Grigarick och Schuster 1971. Actium arundineum ingår i släktet Actium och familjen kortvingar. Inga underarter finns listade i Catalogue of Life.